# 마샬 허스코비츠

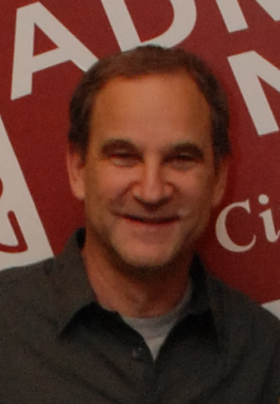

마셜 허스커비츠(Marshall Herskovitz, 영어 발음: /ˈhɜːrskəvɪts/, 본명: Marshall Schreiber Herskovitz, 1952년 2월 23일 ~ )는 미국의 영화 감독, 작가, 제작자이다. 현대 미국 프로듀서 조합(Producers Guild of America, PGA)의 프레지던트 에메리투스로 재임 중이다.
필라델피아에서 태어났다.

## 참여 작품
- 잭 더 베어
- 가을의 전설
- 트래픽 (2000년 영화)
- 아이 엠 샘 (영화)
- 라스트 사무라이
- 블러드 다이아몬드 (영화)
- 잭 리처: 네버 고 백
- 그레이트 월 (영화)
- 내슈빌 (드라마)
- 어쌔신: 더 비기닝
- 우먼 워크스 어헤드
- 디파이언스 (2008년 영화)
- 데스퍼레이트
- 셰익스피어 인 러브
- 크래쉬 (2004년 영화)
- 엘라의 계곡